# (1989) Tatry
(1989) Tatry est un astéroïde de la ceinture principale découvert le 20 mars 1955 par Alois Paroubek et Regina Podstanická à l'observatoire Skalnaté pleso.
Son nom provisoire était 1955 FG.

## Nom
Il a été nommé en l'honneur des Vysoke Tatry (en slovaque et tchèque Vysoké Tatry, en français Hautes Tatras), la plus haute chaîne de montagnes de l'ancienne Tchécoslovaquie, dans le massif des Tatras, à la frontière de la Slovaquie et de la Pologne, lieu d'implantation de l'observatoire Skalnaté pleso.